# Campo de São Paulo
Het Campo de São Paulo is een voetbalstadion in Luanda, de hoofdstad van Angola en is vernoemd naar de geboorteplaats van de Braziliaanse voetbalgrootheid Rivaldo die toen voor de Angolese topclub Kabuscorp SC speelde. Het stadion is vooral bekend geworden door de traditie waarbij alle bezoekers een levende kip meenemen naar het stadion. Bij winst van de thuisclub, Progresso Associação do Sambizanga, worden deze massaal geslacht op de middenstip na afloop van het duel.